# 리사 앤 월터

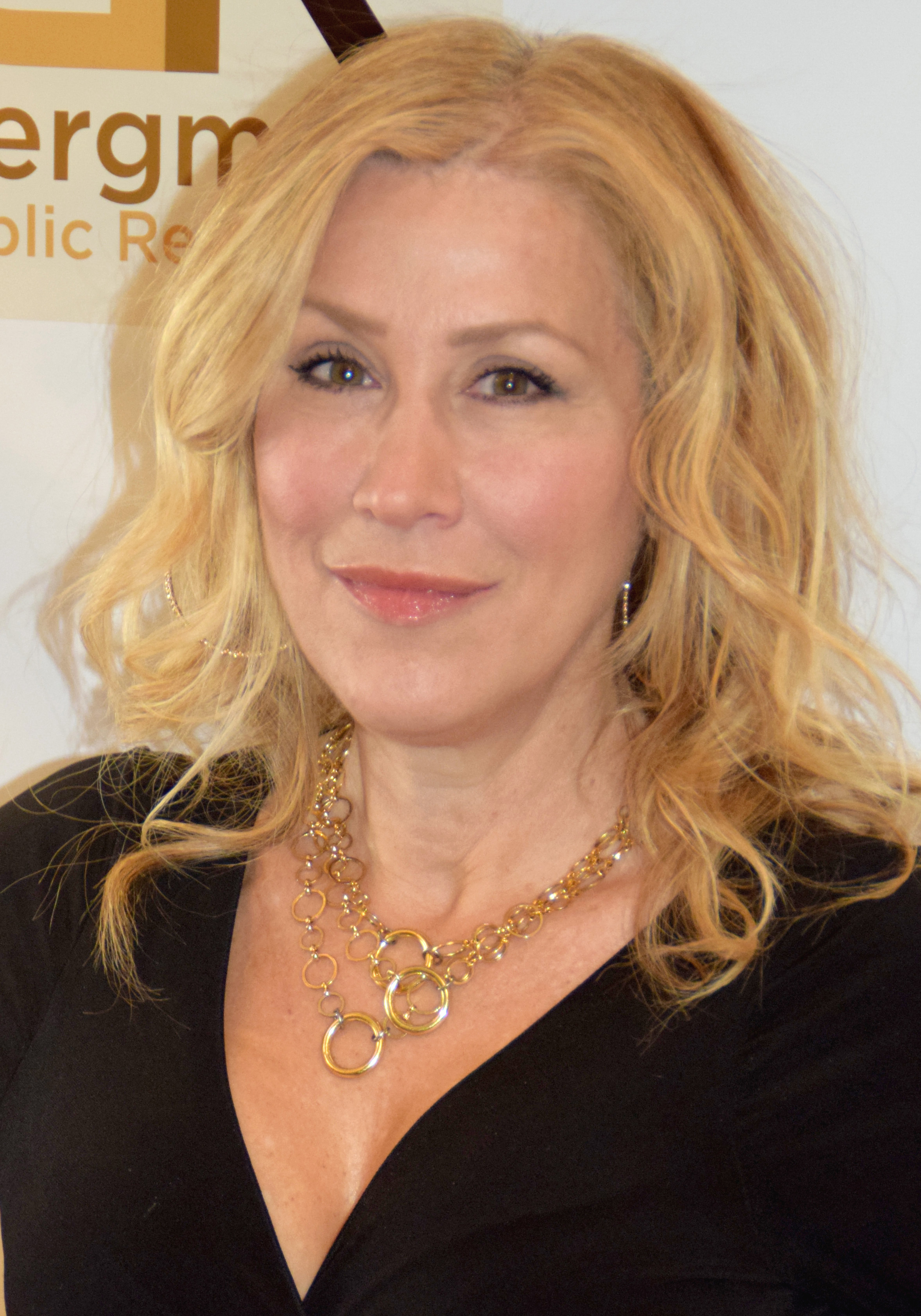

리사 앤 월터(Lisa Ann Walter, 1963년 8월 3일 ~ )는 미국의 배우, 각본가이다.
실버스프링에서 태어났다.

## 영화
- 기묘한 이야기들: 아이스크림 트럭 (2017년) - 크리스티나 역
- 디펜던츠 데이 (2016년)
- 그들만의 섹스매치 (2012, Wedding Day)
- 위시 위자드 (2011년)
- 킬러스 (2010년) - 올리비아 브룩스 역
- 드릴빗 테일러 (2008년) - 돌로레스 역
- 엔트리 레벨 (2007년)
- 커피 데이트 (2006년) - 사라 역
- 룸 6 (2006년)
- 우주 전쟁 (2005년)
- 쉘 위 댄스 (2004년) - 바비 역
- 브루스 올마이티 (2003년) - 데비 역
- 페어런트 트랩 (1998년) - 파커의 가정부 체시 역
- 에디 (1996년)